# Shōhei Kawakami
Shōhei Kawakami (japanisch 河上 将平 Kawakami Shōhei; * 26. Oktober 1997 in der Präfektur Yamaguchi) ist ein japanischer Fußballspieler.

## Karriere
Shōhei Kawakami erlernte das Fußballspielen in der Universitätsmannschaft der Senshū-Universität. Seinen ersten Profivertrat unterschrieb er am 1. Februar 2020 beim Fujieda MYFC. Der Verein aus Fujieda, einer Stadt in der Präfektur Shizuoka, spielte in der dritten japanischen Liga, der J3 League. 2020 kam er in der dritten Liga nicht zum Einsatz. Sein Drittligadebüt gab Shōhei Kawakami am 15. Mai 2021 (8. Spieltag) im Auswärtsspiel gegen den Kagoshima United FC. Hier stand er in der Startelf und wurde beim 3:0-Sieg nach der Halbzeitpause gegen Jun Suzuki ausgewechselt. Am Ende der Saison 2022 feierte er mit dem Verein die Vizemeisterschaft und den Aufstieg in die zweite Liga. Nach fünf Spielzeiten, in denen er 68 Ligaspielel bestritt, wechselte er im Januar 2025 nach Takamatsu zum Drittligisten Kamatamare Sanuki.

## Erfolge
Fujieda MYFC
- Japanischer Drittligavizemeister: 2022  ▲